# Les Pièces du dossier
Les Pièces du dossier  —  The Documents in the Case  dans l'édition originale britannique — est un roman policier écrit par Dorothy L. Sayers, en collaboration avec Robert Eustace (en), et publié en 1930. Il lui est attribué le prix du Book Guild du meilleur roman policier en juillet 1930. Ce titre n’appartient pas à la série de Lord Peter Wimsey.

## Résumé
Les lettres du dossier ont été colligées[Quoi ?] par le fils  de la victime afin d’obtenir justice pour son père assassiné. 
Un jour, John Munting emménage avec Harwood Lathom dans un appartement situé au-dessus de celui du propriétaire, Mr Harrison. La nouvelle femme de ce dernier entretient bientôt une liaison avec Lathom qui peint d’elle un ravissant portrait. Une nuit, pour rejoindre sa maîtresse, Lathom heurte Agatha Milsom, une pique-assiette qui vit chez les Harrison. Dans l’obscurité, Agatha confond Lathom et Munting qu’elle accuse d’agression. Après des excuses, Munting déménage, laissant l’appartement à Lathom qui se décide à exposer avec succès le portrait de Mrs Harrison.
Après plusieurs mois, Munting croise par hasard Lathom à Londres. Il se réjouit de la notoriété acquise par le peintre dans les milieux artistiques de la capitale et accepte de l’accompagner dans une maison de campagne isolée louée par les Harrison. Le mari s’y consacre à la cueillette des champignons sauvages et apprécie les visites impromptues pour donner des preuves de ses talents. Mais à leur arrivée dans le Devon, Munting et Lathom trouvent le corps sans vie de leur hôte.  Il se serait empoisonné en consommant des champignons vénéneux. Or, Paul Harrison, le fils du propriétaire, n’est pas de cet avis. Selon lui, on a assassiné son père et il entend bien démasquer le meurtrier.

## Personnages
- John Munting : une jeune écrivain en herbe.
- Harwood Lathom : artiste et connaissance de Munting.
- George Harrison : propriétaire d’âge mur et voisin  du bas de Lathom et Munting.
- Margaret Harrison : la jeune femme de Mr Harrison et amante de Lathom.
- Agatha Milsom : amie en résidence chez Mrs Harrison
- Paul Harrison : ingénieur et fils d’un précédent mariage de Mr Harrison.

## Particularités du roman
Les Pièces du dossier constitue un des rares exemple de roman épistolaire dans la littérature policière.
Le récit repose sur des données scientifiques que Robert Eustace, pseudonyme du Dr Eustace Barton, vérifia lui-même en se rendant dans un hôpital universitaire en août 1928.

## Éditions
Édition originale en anglais
- (en) Dorothy L. Sayers, The Documents in the Case, Londres, Victor Gollancz, 1930

Éditions françaises
- (fr) Dorothy L. Sayers (auteur) et Yvonne Paraf (traducteur), Les Pièces du dossier [«  The Documents in the Case  »], Paris, Librairie des Champs-Élysées, coll. « Le Masque no 339 », 1947, 243 p. (BNF 32607226)
- (fr) Dorothy L. Sayers (auteur) et Yvonne Paraf (traducteur), Les Pièces du dossier [«  The Documents in the Case  »], Paris, Le Livre de poche, coll. « Le Livre de poche policier no 1668 », 1966, 256 p. (BNF 33167004)
- (fr) Dorothy L. Sayers (auteur) et Yvonne Paraf (traducteur) (trad. de l'anglais), Les Pièces du dossier [«  The Documents in the Case  »], Paris, Librairie des Champs-Élysées, coll. « Le Club des Masques no 400 », 1980, 186 p. (ISBN 2-7024-1006-5, BNF 34636256)